# Henipavirus
Henipavirus és un gènere de virus que pertany a la família Paramyxoviridae, ordre Mononegavirales. Inclou 3 espècies: Virus Hendra, virus Nipah i virus Cedar. Es caracteritzen per provocar malalties en humans i animals domèstics com cavalls i porcs, són responsables de diversos brots epidèmics que s'han produït en les darreres dècades. L'hoste habitual sóm megaquiròpters frugívors del gènere Pteropus, comunament coneguts com a guineus voladores.